# Karlschronik
Die Karlschronik (schwedisch Karlskrönikan) ist eine schwedische Reimchronik aus der Zeit, als Schweden Mitglied in der Kalmarer Union war. Sie war eine Auftragsarbeit von König Karl VIII. Aus dem zuletzt genannten Grund ist ihre Aussagefähigkeit als Quelle umstritten und es wird davon ausgegangen, dass sie mehr zu propagandistischen Zwecken diente. Die Herstellung der Chronik begann in den 1430er Jahren und die Fertigstellung war im Jahr 1452. In ihr wird die schwedische Zeit von 1390 bis 1452 behandelt.
Zusammen mit der zwischen 1322 und 1332 entstandenen Erikschronik stellt die Karlschronik eine von zwei Hauptarbeiten in den schwedischen Reimchroniken dar. Die Erikschronik hat jedoch nur den halben Umfang wie die Karlschronik. Im Gegensatz zur Erikschronik, von der es nur Abschriften aus dem 15. Jahrhundert gibt, ist die Karlschronik noch im Original erhalten, dieses trägt den Namen Codex Holmensis D6. Da in Teilen des Manuskripts Handschriften identifiziert wurden, die zu einem Schreiber (Johan Fredebern) aus der Kanzlei Karl VIII. passen, wird geschlussfolgert, dass die Chronik von Karl VIII. diktiert worden ist.
Hauptsächlich wurde die Chronik geschrieben, um die Handlungen Karl VIII. in einem möglichst günstigen Licht dastehen zu lassen und um seine politischen Handlungen zu rechtfertigen. Auf Anordnung König Karls wurde auch für die Erikschronik eine neue Einleitung verfasst und beide Chroniken wurden in einem Werk, dem so genannten Verbindungsedikt (schwedisch Förbindelsedikten) zusammengefasst. Der Zweck dieser Änderungen bestand darin, die Erbfolge von Karl VIII. auf Erik IX. zurückzuführen. Ein weiteres Ziel dieser Chronik war es, Karl VIII. als Erfüller der politischen Ziele von Engelbrekt Engelbrektsson darzustellen.
Der älteste Teil der Karlschronik besteht in der Hauptsache aus einer abgeänderten, schon eher bestehenden Chronik, der so genannten Engelbrektschronik.